# Herzogtum Fronsac
Das Herzogtum Fronsac in Guyenne westlich von Libourne bestand bereits im 10. Jahrhundert als Vizegrafschaft Fronsac. Aufgrund von Aufteilungen des Lehens (real oder in Anteilen) gab es oft mehrere Vizegrafen (Vicomtes-en-partie) gleichzeitig.
Im Dezember 1551 wurde die Vizegrafschaft zur Grafschaft und 1555 zum Marquisat erhoben. Erster Marquis de Fronsac war Antoine II. de Lustrac († 1556), dessen einzige Tochter, Marguerite de Lustraç, das Marquisat an ihren Ehemann Geoffroy, Baron de Caumont, weitergab. Ihre Tochter Anne de Caumont (1574–1642) heiratete 1595 François d’Orléans-Longueville, (um 1570–1631), Comte de Saint-Pol, der im Januar 1608, eingetragen am 18. Februar des folgenden Jahres, zum Herzog von Fronsac und Pair von Frankreich ernannt wurde. Durch seinen Tod erlosch diese Pairie am 7. Oktober 1631.
Nachdem Kardinal Richelieu Fronsac erworben hatte, erhielt er vom König die Bestätigung der Erhebung zum Herzogtum und zur Pairie für sich, seine männlichen und weiblichen Erben, durch Briefe vom Juli 1634, eingetragen am 5. und 19. desselben Monats. Er schenkte das Herzogtum dann seinem Neffen Jean Armand de Maillé, Marquis de Brézé, Admiral von Frankreich, der am 14. Juni 1646 getötet wurde. Das Herzogtum ging an dessen Schwester Claire-Clémence de Maillé, Ehefrau von Louis II. François de Bourbon (1621–1686), Prince de Condé, die es 1674 an Armand Jean de Vignerot du Plessis, Duc de Richelieu, weitergab. Unter seinen Erben wurde der Titel Duc de Fronsac (aber nicht des Besitz des Herzogtums selbst) oft für den Nacherben benutzt. Der letzte Duc de Fronsac starb 1952.

## Die Vizegrafen von Fronsac

### 10.–14. Jahrhundert (nach Cawley)
- Alchier, Seigneur de Ribérac
- Adacius (Ays), Vicomte de Fronsac, dessen Sohn; ⚭ (1) 952/962 NN de Bordeaux, Tochter von Guillaume, Comte de Bordeaux; ⚭ (2) NN de Montaut
- Grimoard († nach 1012), Vicomte de Fronsac, dessen Sohn aus erster Ehe; ⚭ um 980 Dea de Montignac
  - Alaisia (Alaaz, Alausie) de Fronsac, deren Tochter; ⚭ Hilduin (Alduin, Audoin) II. († 1032), 1028 Comte d’Angoulême (Haus Taillefer)
  - Amelie de Fronsac, deren Schwester; ⚭ Hélie (II.), Comte de Périgord († nach 1032/33) (Haus Périgord)
- Raymond I. († nach 1012), Vicomte de Fronsac, Bruder Grimoards; ⚭ NN de Angle
- Raymond II., Vicomte de Fronsac, deren Sohn
- Guillaume Chausard d’Angoulême († nach 1060), Comte de Marétay (1047), Matha et ½ Fronsac, Sohn von Hilduin II. von Angoulême und Alaisia de Fronsac; ⚭ NN[1]
- Guillaume de Marétay, fl. 1067, Comte de Marétay, Matha et ½ Fronsac; ⚭ NN
- Guillaume Aiz († nach 1209), Vicomte de Fronsac
- Raymond de Fronsac († nach 14. August 1242); ⚭ NN
- NN († vor 1315), Vicomte de Fronsac, deren Sohn; ⚭ Yolande de Solier († nach 3. März 1315), Tochter von Arnaud Raymond de Solier, Seigneur de Belin
- Raymond, Vicomte de Fronsac, deren Sohn, wohl identisch mit
- NN, Vicomte de Fronsac; ⚭ (Ehevertrag 1. August 1323) Assalide d’Albret, Tochter von Amanieu (VII.), Seigneur d’Albret († 1326), und Rose de Bourg (Haus Albret

### 9.–14. Jahrhundert (nach Courcelles)
- - Geoffroy († 1048), 1030 Comte d’Angoulême, Bruder von Alduin II.
  - Foulques († 1087), Comte d’Angoulême, dessen Sohn
  - Guillaume V. Taillefer († 1120), dessen Sohn; ⚭ Vitapoi, Dame de Bénauges et de Saint-Macaire, Tochter von Guillén Amanieu II., Vicomte de Bezaune et de Bénauges (Haus Albret)
- Raimond I. († um 1150), fl. 1109, Seigneur et Vicomte de Fronsac (als Apanage), dessen Sohn
- Guillaume Amanieu I., 1190 bezeugt, Vicomte de Fronsac (dessen Sohn ?)
- Gérard, Vicomte de Fronsac, 1215 bezeugt, dessen Sohn
- Raimond II., Vicomte de Fronsac, 1235–1261 bezeugt, dessen Sohn; ⚭ Espagne de Bourg-sur-Mer, 1274 bezeugt,
- Guillaume Amanieu II., 1242–1315 bezeugt, 1279 als Vicomte de Fronsac, deren Sohn; ⚭ Géraude de Madaillan
- Raimond III., 1312 bezeugt, Vicomte de Fronsac, deren ältester Sohn; ⚭ Jeanne de la Morque
- Jeanne, deren Erbtochter; ⚭ Guillaume de Penhoët, Maréchal de Bretagne, siehe unten
- Raimond III., 1274–1309 bezeugt, Vicomte de Fronsac-en-partie, zweiter Sohn von Raimond II. und Espagne de Bourg; ⚭ um 1300 Yolande de Soler, 1314–1316 bezeugt, Erbtochter von Arnaud Raimond de Soler, Seigneur de Belin
- Raimond IV. (1309-nach 1353), Vicomte de Fronsac, deren Sohn; ⚭ (Ehevertrag 11. August 1323) (1) Assalide d’Albret, Erbtochter von Amanieu VII., Sire d’Albret, und Rose de Bourg; ⚭ (2) Jeanne de La Marche, Tochter von Guillaume de La Marche, Seigneur de Château-Bouchet
- Jeanne de Fronsac, 1341–1351 bezeugt, dessen Tochter aus erster Ehe; ⚭ Guillaume-Sanche III. de Pommiers, 1341–1351 bezeugt, siehe unten
- Jeanne (d’Albret) de Fronsac, Tochter Raimonds IV. aus zweiter Ehe; ⚭ 1381 Guillaume III. de Penhoët (1325–1403), Seigneur de Penhoët, Capitaine de Rennes, siehe unten

### 14.–17. Jahrhundert (Pommiers/Talleyrand)
1. Guillaume-Sanche III. de Pommiers, 1341–1351 bezeugt; ⚭ Jeanne de Fronsac, 1341–1351 bezeugt, siehe oben
  1. Guillaume-Sanche IV. de Pommiers († hingerichtet in Bordeaux), Vicomte de Fronsac
  2. Jean de Pommiers, testiert 1395, Seigneur de Lescun; ⚭ Souveraine d’Albret, Tochter von Bernard Aiz d’Albret, Seigneur d’Albret, und Mathé d’Armagnac, Schwester von Arnaud-Amanieu d’Albret (Haus Albret)
    1. Jeanne de Pommiers; ⚭ François de Montferrand
      1. Bérard de Montferrand, Vicomte d’Uza, 1441 bezeugt, deren Sohn; ⚭ 1447 Marie de Lalande
        1. Isabeau de Montferrand, deren Tochter; ⚭ 1472 Pierre de Lur, Seigneur d’Uza – Pierre de Lur und Isabeau de Montferrand widersprachen 1480, nachdem König Ludwig XI. Fronsac 1477 an Odet d’Aydie, Comte de Comminges, gegeben hatte, traten dann aber ihre Ansprüche 1483 bzw. 1495 ab.

    2. Marguerite de Pommiers, testierte 1409; ⚭ Pey de Fontaines, genannt le Béarnais – ein Urteil vom 25. Oktober 1389 sprach ihnen ein Drittel von Fronsac zu
    3. Assalide de Pommiers, trat ihre Recht an Fronsac am 19. August 1375 an ihre Schwester Marguerite ab; ⚭ (Ehevertrag 1375) Hélie de Talleyrand († 1402), 1375/1400 bezeugt, Seigneur de Grignols et de Chalais (Talleyrand-Périgord)

- François de Talleyrand († 1452/53), Vicomte de Fronsac, Seigneur de Grignols, de Chalais et de Fougueyrolles, deren Sohn; ⚭ um 1420 Marie de Bréban, Dame de Rueil-sur-Marne († nach 1458), Tochter von Pierre de Bréban, genannt Clignet, Admiral von Frankreich,
- Charles de Talleyrand, 1451/68 bezeugt, Seigneur, dann Prince de Chalais, Vicomte de Fronsac, Seigneur de Grignols et de Fougueyrolles, deren Sohn; ⚭ 13. Mai 1443 Marie Tranchelyon
- Jean de Talleyrand († nach 1517), Prince de Chalais, Vicomte de Fronsac, Seigneur de Grignols et de Fougueyrolles, deren Sohn; ⚭ (Ehevertrag 22. September 1478) Marguerite, Tochter von Agne IV., Seigneur d'Olliergues (Haus La Tour d’Auvergne)
- François de Talleyrand († vor 1557), 1509/22 bezeugt, Prince de Chalais, Vicomte de Fronsac, Seigneur de Grignols et de Fougueyrolles, deren Sohn; ⚭ 1518 Gabrielle, Tochter von Bertrand de Salignac
- Julien de Talleyrand († nach 1575), 1541 bezeugt, Prince de Chalais, Vicomte de Fronsac, Seigneur de Grignols et de Fougueyrolles, deren Sohn; ⚭ 18. Juli 1540 Jacquette, Tochter von François de La Touche, Seigneur de La Faye
- Daniel de Talleyrand († vor 1618), 1587/1616 bezeugt, Prince de Chalais, Seigneur, dann Comte de Grignols, Vicomte de Fronsac, Seigneur de Fougueyrolles, deren Sohn; ⚭ (Ehevertrag 31. Oktober 1587) Jeanne de Lasseran-Massencome de-Monluc, 1636 bezeugt, Dame d'Excideuil, Baronne de Beauville et de Mareuil, Tochter von Blaise de Monluc, Marschall von Frankreich – Nachkommen

### 14.–17. Jahrhundert (Penhoët/Rohan)
- Guillaume III. de Penhoët (1325–1403), Seigneur de Penhoët, Capitaine de Rennes; ⚭ Jeanne (d’Albret) de Fronsac, siehe oben
- Jean de Penhoët (1360–1448), Seigneur de Plounérin et de Guerlesquin, Amiral de Bretagne; ⚭ (1) 1418 Marguerite de Rougé, Dame de La Motte-Glain; ⚭ (2) Jeanne du Perrier
- Guillaume de Penhoët, Comte de Penhoët, Vicomte de Fronsac, dessen Sohn aus erster Ehe; ⚭ Françoise de Maillé, Tochter von Hardouin VIII. de Maillé (vor 1381–1432), Seigneur de Maillé, und Perronelle d’Amboise, Dame de Rochecorbon
- Françoise de Penhoët, Vicomtesse de Fronsac, deren Tochter; ⚭ Pierre I. de Rohan (1451–1513), 1485 Prince de Rohan, Seigneur de Gié, Comte de Marle, Marschall von Frankreich
- Charles de Rohan (um 1478–1528), Seigneur de Gié, Vicomte de Fronsac, Comte de Guise, Comte d’Orbec, deren Sohn; ⚭ (1) 1504 Charlotte d’Armagnac († 1506), Duchesse de Nemours, Comtesse de Guise; ⚭ (2) Giovanna Sanseverino (vor 1485–nach 1542), Tochter von Barardino Sanseverino, 3. Fürst von Bisignano, und Eleonora (Dianora) Todeschini Piccolomini
- François de Rohan († 1559), Seigneur de Gié, Vicomte de Fronsac, dessen Sohn aus zweiter Ehe; ⚭ Catherine de Silly, Comtesse de Rochefort, Tochter von Charles de Silly und Philippe von Saarbrücken-Commercy

### Rouault/Aydie (1458–1498)
- Joachim Rouault (um 1409–1478), erhielt 1458 den Nießbrauch von Fronsac, musste es 1461 an die legitimen Erben zurückgeben, 1461 Marschall von Frankreich
- Odet d’Aydie (um 1425 – 1498), 1472 Admiral von Frankreich, 1478 Comte de Comminges und Vicomte de Fronsac

### Lustrac/Caumont
- Antoine II. de Lustrac († 1556), 1551 Comte und 1555 Marquis de Fronsac; ⚭ 1524 Françoise de Pompadour (1496–1548), Freundin von Margarete von Navarra, der Schwester des Königs Franz I.
- Marguerite de Lustrac (1527–1597), Marquise de Fronsac, deren Tochter; ⚭ (1) 1544 Jacques d’Albon (um 1505–1562), Seigneur de Saint-André; ⚭ (2) 1568 Geoffrey de Caumont, Seigneur de Caumont
- Jean de Caumont († 1579), Marquis de Fronsac, deren Sohn aus ihrer zweiter Ehe
- Anne de Caumont (1574–1642), Marquise de Fronsac, dessen Schwester; ⚭ (1) 1586 Claude des Cars, Prince de Carency († 1586) ⚭ (2) 1586 Henri des Cars († 1590); ⚭ (3) 1595 François d’Orléans-Longueville (um 1570–1631), Comte de Saint-Pol

## Die Herzöge von Fronsac, erste Erhebung (1608)
Der Titel eines Herzogs von Fronsac wurde 1608 zunächst für die Orléans-Longueville, einen Bastardzweig der Valois, geschaffen. In dieser Linie erlosch er bereits 1631.
- 1608–1631: François d’Orléans-Longueville (1570–1631), Comte de Saint-Pol, Duc de Château-Thierry, Januar 1608 Duc de Fronsac; ⚭ Anne de Caumont (1574–1642), Marquise de Fronsac
- 1608–1622: Léonor d'Orléans-Longueville (1605–1622), 2. Duc de Fronsac, deren Sohn, ohne Nachkommen

Da François d’Orléans keine weiteren Kinder hatte, erlosch der Titel mit seinem Tod.

## Die Herzöge von Fronsac, zweite Erhebung (1634)
1634 wurde der Titel des Herzogs von Fronsac für den Kardinal Richelieu, der bereits Herzog von Richelieu war, ein zweites Mal geschaffen. Unter seinen Erben wurde der Titel Duc de Fronsac (aber nicht des Besitz des Herzogtums selbst) oft für den Nacherben benutzt.
- 1634–1642: Armand Jean du Plessis, Kardinal-Herzog von Richelieu (1585–1642), 1. Duc de Fronsac
  - Nicole du Plessis-Richelieu, dessen Schwester; ⚭ Urbain de Maillé, Marquis de Brézé, Marschall von Frankreich
- 1642–1646: Armand Jean de Maillé (1619–1646), Marquis de Brézé, Duc de Fronsac, Admiral von Frankreich, deren Sohn
- 1646–1674: Claire-Clémence de Maillé (1628–1694), dessen Schwester, Duchesse de Fronsac et de Caumont, verkauft 1674 Fronsac an Armand-Jean de Vignerot du Plessis, Duc de Richelieu; ⚭ 1641 Louis II. François de Bourbon (1621–1686), Prince de Condé, Duc de Châteauroux, de Montmorency, d’Enghien, d’Albret et de Bellegarde, 1661 Duc de Bourbon
- 1674–1696 (1674–1715): Armand Jean de Vignerot du Plessis, (1629–1715), Duc de Richelieu
- 1696–1736 (1715–1788): Louis François Armand de Vignerot du Plessis (1696–1788). Duc de Richelieu; er erbte das Herzogtum 1715, trug aber den Titel seit seiner Geburt.
- 1736–1788 (1788–1791): Louis Antoine Sophie de Vignerot du Plessis (1736–1791), Duc de Richelieu; er erbte das Herzogtum 1788, trug aber den Titel seit seiner Geburt.
- 1788–1822 (1791–1822): Armand Emmanuel de Vignerot du Plessis (1766–1822), Duc de Richelieu; er erbte das Herzogtum 1791, wurde bis 1788 Comte de Chinon und 1788–1791 Duc de Fronsac genannt. 1815–1818 und 1820–1821 französischer Premierminister
- 1822–1879: Armand François Odet de La Chapelle de Saint-Jean de Jumilhac (1804–1879), Duc de Richelieu, dessen Neffe
- 1879–1880: Marie Odet Richard Armand de La Chapelle de Saint-Jean de Jumilhac (1847–1880), Duc de Richelieu et de Fronsac, dessen Neffe
- 1880–1952: Marie Odet Jean Armand de La Chapelle de Saint-Jean de Jumilhac (1875–1952), letzter Duc de Richelieu et de Fronsac, dessen Sohn.